# Rosmeri Marval
Rosmeri Marval (sinh ra là Rosmeri Karina Marval Diaz vào ngày 18 tháng 12 năm 1991 tại Los Teques, Venezuela) là một nữ diễn viên và người mẫu người Venezuela. Cô nổi lên với vai trò đối kháng của mình trong hit Venevision loạt Somos tú y yo năm 2007. Cô đã có rất nhiều người mẫu và diễn xuất điểm từ đó, bao gồm cả vai trò diễn viên gần đây của cô trong Entre tu amor y mi amor.

## Cuộc sống cá nhân
Marval là con gái của Elena Díaz và Rodolfo Marval. Cô đã có mối quan hệ với nam diễn viên, tay trống và ca sĩ Arán de las Casas, người mà cô đã chia sẻ tín dụng với sê-ri của Venevisión, Somos tú y yo, kể từ năm 2008. Cô kết hôn với De las Casas vào ngày 1 tháng 10 năm 2016.

## Đóng phim
| Năm       | Chức vụ                 | Vai trò               | Ghi chú                          |
| --------- | ----------------------- | --------------------- | -------------------------------- |
| 2007-2009 | Somos tú y yo           | Hoa hồng              | Vai trò chính                    |
| 2011      | NPS: Không có puede ser | Hoa hồng              | Vai trò chính                    |
| 2012      | Válgame Dios            | Kimberly              | vai trò định kì                  |
| 2015      | Bí mật Amor             | María Gutierrez       | Cũng có sự tham gia của ngôi sao |
| 2016      | Entre tu amor y mi amor | Sol Buendía           | Vai trò chính                    |
| 2019      | El Bronx                | Juliana               | Vai trò chính                    |
| TBA       | Bolívar                 | Maria Antonia Bolívar |                                  |